# Delias muliensis
Delias muliensis é uma borboleta da família Pieridae. Foi descrita por Sadaharu Morinaka, Henricus Jacobus Gerardus van Mastrigt e Atuhiro Sibatani em 1991. É encontrada nas Montanhas Centrais de Irian Jaya.